# Adelina da Glória Berger
Adelina da Glória Paletti Berger (São Sebastião, Lagos, 28 de março de 1865 – São Sebastião da Pedreira, Lisboa, 29 de julho de 1922) foi uma activista feminista e republicana portuguesa, reconhecida por ter sido dirigente do núcleo da Liga Republicana das Mulheres Portuguesas em Lagos.

## Biografia

### Nascimento e Família
Nascida a 28 de março de 1865, na freguesia de São Sebastião, em Lagos, e baptizada a 27 de janeiro de 1866 na mesma cidade, Adelina da Glória Paletti era filha do escrivão Belchior da Costa Paletti (1830-) e de Ana Vitória Marim Paletti (1832-), ambos provenientes de modestas mas respeitadas famílias da região algarvia, sendo o seu pai filho de Maria Magdalena Junoni Faguinete (1805-) e de Giovanni Francesco da Costa Paletti (1800-), maestro italiano, natural de Mântua, região da Lombardia.

### Casamento
A 4 de fevereiro de 1890, com vinte e quatro anos de idade, desposou o professor José Júlio Lapelier Berger (1868-1934), natural da freguesia de Santa Maria, em Lagos, que exerceu, ainda durante a Monarquia, como vereador republicano do município e mais tarde como administrador de concelho em Lagos pelo Partido Republicano Português. Do seu casamento nasceram quatro filhos: Reinaldo (1896-1964), oficial do Ministério do Comércio e Comunicações e engenheiro civil, Rogério (1899-1965), professor, escultor e desenhador, Renato (1903-1987), engenheiro sanitarista e civil, e Roberto Paletti Berger.

### Activismo Republicano e Feminismo

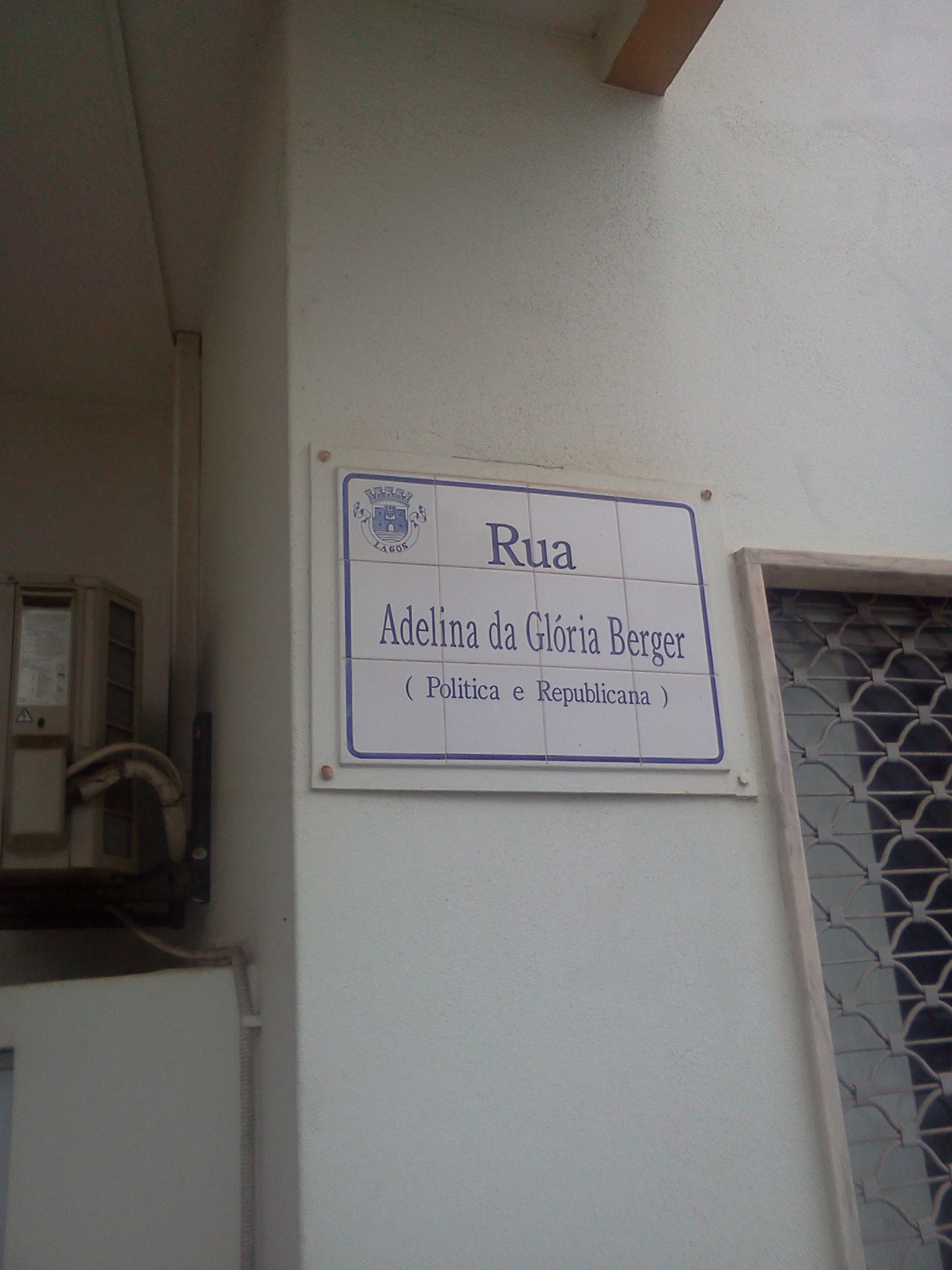
Placa toponímica da Rua Adelina da Glória Berger, em Lagos.

Durante a noite de 19 de Fevereiro ou 27 de fevereiro de 1909, segundo alguns documentos, Adelina da Glória Berger, então com 43 anos de idade, realizou, por convite, na sua habitação, uma reunião com várias mulheres interessadas em ter um papel activo na sociedade e na luta pela reivindicação dos seus direitos, contando com a presença de familiares como Julieta Augusta Paletti e Dionísia Rosa Paletti, ou ainda as militantes Ana da Conceição Ladeira, Francisca da Conceição Taklim, Maria da Glória Pereira Neto e Maria Teresa Canelas Marreiros, entre outras, tendo oficialmente tido lugar a sessão inaugural do núcleo da Liga Republicana da Mulheres Portuguesas de Lagos. Após a primeira reunião, Maria do Carmo Raimundo foi nomeada presidente da associação, contudo após a recusa desta, foi proposto e aceite o nome de Adelina da Glória Berger para o cargo, tendo posteriormente a activista algarvia sido responsável por inúmeras iniciativas de cariz social e de apoio à luta pelos direitos da mulher na sociedade portuguesa.
São a ela atribuídos o envio de donativos para as vítimas do terramoto que abalou o Ribatejo em 1909, a organização de um protesto pela execução do pedagogista espanhol e criador da Escola Moderna Francisco Ferrer, o envio de uma carta a saudar Afonso Costa pelas posições assumidas na questão Hinton ou de outra missiva a congratular, a 9 de julho de 1910, o psiquiatra Miguel Bombarda pela adesão ao Partido Republicano Português.
Republicana convicta, após a Implantação da República, Adelina da Glória deslocou-se a Lisboa e, em 27 de outubro de 1910, acompanhou a direcção nacional da Liga Republicana das Mulheres Portuguesas na entrega da primeira representação feminina aos membros do Governo Provisório, assim como ainda realizou a recolha e entrega das listas ou abaixo-assinados a pedir a aprovação da lei do divórcio, em conjunto com as restantes membros da direcção da Liga.
Decidida a actuar mais activamente na sua militância, a activista fixou-se na capital com a sua família, começando o seu marido a exercer como subinspector da Polícia Administrativa e Adelina da Glória a intervir também dentro do núcleo fundador da associação feminista, liderado por Ana de Castro Osório. Dentro da agremiação, alinhou sempre na ala mais radical, liderada por Maria Veleda, a qual apelava pela total igualdade de direitos de géneros, sem diferenciar as próprias mulheres pela sua classe, fortuna, credo ou nível académico, apoiando sempre o direito ao voto, o livre acesso à educação e a remuneração não discriminatória no trabalho, entre outras causas de posição anticlerical.

### Falecimento
Adelina da Glória Berger faleceu a 29 de julho de 1922, com 57 anos de idade, na freguesia de São Sebastião da Pedreira, em Lisboa, na sua residência, situada no 1.º andar do número 31 da rua Filipe Folque, sendo a causa de morte apresentada como "assistolia e anasarca". Encontra-se sepultada no Cemitério de Benfica, na mesma cidade.

## Homenagens
- A Câmara Municipal de Lagos atribuiu o seu nome a uma rua na cidade, durante a sessão da assembleia municipal de 27 de setembro de 1995.[12] A placa toponímica foi descerrada numa cerimónia realizada no Dia Mundial da Mulher, a 8 de março de 1996, na qual discursou a escritora Glória Marreiros, do Movimento Democrático de Mulheres.